# Long Beach Township
Pour les articles homonymes, voir Long Beach.
Long Beach Township est une municipalité américaine située dans le comté d'Ocean au New Jersey.
Lors du recensement de 2010, sa population est de 3 051 habitants. La municipalité s'étend sur 22,04 milles carrés (57,08 km2), dont 16,59 milles carrés (42,97 km2) d'étendues d'eau.
La municipalité est créée le 23 mars 1899, à partir de cinq townships voisins : Little Egg Harbor, Eagleswood, Stafford, Ocean et Union. Elle doit son nom aux longues bandes des sables qu'elle rassemble, formant des plages (en anglais : beaches) dans la baie de Barnegat. Au début du XXe siècle, Barnegat City et Ship Bottom-Beach Arlington deviennent des boroughs indépendants du township de Long Beach.